# Metzgeria decrescens
Metzgeria decrescens là một loài Rêu trong họ Metzgeriaceae. Loài này được Stephani mô tả khoa học đầu tiên năm 1899.